# Miriam Peretz
Pour les articles homonymes, voir Miriam Peretz.
Miriam Peretz, née le 10 avril 1954 à Casablanca (Maroc), est une enseignante israélienne. Titulaire du prix Israël, elle est candidate à l’élection présidentielle de 2021, remportée par Isaac Herzog.

## Biographie
Miriam Peretz est élevée au Maroc, où elle est née. Sa famille émigre en Israël en 1963. Elle est titulaire d'un baccalauréat universitaire ès lettres en littérature et histoire de l'université Ben Gourion du Néguev. Elle perd deux de ses fils lors de leur service militaire : Uriel en 1998 et Eliraz en 2010.
En 2018, elle reçoit le prix Israël.
En vue de l’élection présidentielle de 2021, qui se tient au suffrage indirect, elle apparaît comme la favorite de ses compatriotes, pourtant exclus du processus électoral,. Face à Isaac Herzog, ancien ministre et fils du président Chaim Herzog, elle obtient 26 voix de députés sur 113 suffrages exprimés.